# Phodoryctis
Phodoryctis là một chi bướm đêm thuộc họ Gracillariidae.

## Các loài
- Phodoryctis caerulea (Meyrick, 1912)
- Phodoryctis dolichophila (Vári, 1961)
- Phodoryctis stephaniae Kumata & Kuroko, 1988
- Phodoryctis thrypticosema (Vári, 1961)